# Ftía II de Epiro
Ftía (en griego Φθία, 'Fthía') fue reina de Epiro, de origen tesalio y miembro de la dinastía de los Eácidas. Era hija de Menón de Farsalia, un hiparco de Tesalia que se destacó durante la Guerra Lamiaca. Se casó con Eácides, rey de Epiro entre el 330 a. C. y el 313 a. C.
La pareja tuvo dos hijas, Deidamia y Troada, además de un hijo, que pasaría a la historia como Pirro de Epiro, uno de los más importantes dirigentes del primer periodo helenístico. No se conocen muchos detalles de su vida, aparte de una pequeña referencia sobre ella que hace Plutarco en la biografía de su hijo. No se sabe cuántos años permaneció al lado de su esposo, ni si lo siguió cuando éste perdió temporalmente su trono. Glaucias, rey de los ilirios, y su esposa adoptaron a Pirro a los dos años de edad. No obstante, este último emitió algunas monedas con la faz de su madre. Su hija Deidamia se prometió siendo todavía menor al hijo de Alejandro Magno, Alejandro IV, aunque finalmente se casó con Demetrio Poliorcetes.